# Fernanda Pessoa
Fernanda Eneida Pessoa Caracas de Souza (Fortaleza, 8 de junho de 1966), é administradora,  política brasileira, deputada estadual, reeleita pela terceira vez no estado do Ceará, filiada ao União Brasil (UNIÃO). Em 2022, foi eleita deputada federal.

## Vida Pessoal
Casada com o empresário Francisco Ésio de Souza Júnior, Fernanda tem 55 anos e é mãe de Esio e Livia. 
Formada em Administração de Empresas e com vários cursos na área financeira, Fernanda começou a trabalhar nas empresas da família que formam o Grupo Emape, com empresas no Ceará, Bahia e Tocantins, sendo há mais de 35 anos Diretora do grupo. 
Fernanda é filha de Roberto Soares Pessoa, atual Prefeito do município de Maracanaú, tendo sido deputado estadual e deputado federal por quatro mandatos. Foi Prefeito de Maracanaú por dois mandatos, sendo eleito novamente em 2020 para o mandato 2021-2024. 
A política sempre esteve no seu cotidiano. Além do seu pai e tio paterno Francisco Pessoa, que foi deputado federal, seu avô e tios maternos sempre fizeram política e exerceram mandatos no município de Aracati. 

## Trajetória Política
Disputou eleição para deputada estadual pela primeira vez em 2010, quando era filiada ao Partido da República (PR). Em 2014, foi reeleita. Em 2018, migrou para o PSDB e foi reeleita mais uma vez. Em 2022, filiou-se ao partido União Brasil (UNIÃO). 
Seguindo a trajetória paterna, Fernanda foi votada em 167 dos 184 municípios do Ceará, sendo em Maracanaú a mais votada de toda a história da cidade. Conquistou em sua primeira disputa 50.497 votos, dos quais 23.010 foram em Maracanaú e 5.818 votos em Fortaleza. Jardim, Campos Sales, Guaramiranga e Boa Viagem foram outros municípios que deram a Fernanda boa votação. 

## Atuação
Na Assembleia Legislativa é considerada como uma das deputadas mais atuantes na Casa. É presidente da Frente Parlamentar em Defesa dos Direitos das Mulheres. Está entre suas lutas o compromisso com a prevenção do câncer de mama, a saúde da mulher e a não violência. 
Fernanda Pessoa criou a Frente Parlamentar pela Beatificação de Padre Cícero e é vice-presidente da Comissão de Desenvolvimento Regional, Recursos Hídricos, Minas e Pesca, e membro das comissões de Seguridade Social e Saúde e Constituição, Justiça e Redação.

## Posições políticas
Entre suas bandeiras têm lutado pelas causas das doenças raras, assim como das mulheres, crianças, adolescentes, pessoa com deficiência, idosos e pelos sertanejos do Ceará. 
A Deputada tem os direitos da mulher como uma das suas principais bandeiras de luta na vida pública. Fernanda Pessoa garantiu um adicional de mais de 3 mil biópsias para prevenção e diagnóstico do câncer de mama nas cearenses. Ela conseguiu que cada parlamentar destinasse parte da Verba do Pacto de Cooperação Federativa para os institutos que realizam biópsias. É de sua autoria a Lei estadual (16.935-19) que estabelece o dia 08 de março como o Dia Estadual da Luta contra a Violência Familiar. 
O mandato da Deputada é voltado para o apoio às instituições que dão suporte aos portadores de câncer, bem como para a conscientização e prevenção da doença. 
A parlamentar tem sido a voz dos portadores de Doenças Raras através do apoio às instituições sociais e projetos de leis que ampliam os direitos desse público, assim como projetos que instituem o censo de portadores de doenças raras e censo dos autistas no Estado do Ceará. 
Ao longo do seu mandato, tem trabalhado em defesa da Saúde, por mais qualidade no Sistema de Saúde do Estado. 
Tem forte atuação em favor da criança, do adolescente e da pessoa com deficiência, sendo autora de projetos que beneficiam e promovem melhorias para ambos. 
Em 2019, Fernanda Pessoa votou contrário à reforma estadual da previdência e apresentou seis emendas em busca de beneficiar os servidores estaduais, sendo três delas aprovadas em votação extraordinária na Assembleia Legislativa. 
- A cota de pensão por morte, referente aos dependentes, será então de 20%. O governo havia proposto 15%. 
- Redução de 60% do período adicional de contribuição (pedágio), a proposta do governo tinha sido de 85%. 
- Aumento de 100% da média aritmética para dependentes portadores de Síndrome de Down, Autismo, Atrofia Muscular Espinhal, Esclerose Lateral Amiotrófica, Paraplegia, Tetraplegia, Paralisia Irreversível e Alienação Mental.

## Controvérsias

### Impunidade a políticos acusados de assassinato
Em 10 de abril de 2024, Fernanda Pessoa (UNIÃO-CE) foi uma das deputadas que votou na Comissão de Constituição e Justiça da Câmara dos Deputados em favor da soltura do deputado Chiquinho Brazão que é acusado pela Polícia Federal de ser mandante do assassinato da ex-vereadora carioca Marielle Franco e, também, de possuir vínculos com organizações criminosas milicianas do Rio de Janeiro. Esta decisão de ser contrária à prisão de um deputado federal acusado de assassinato e que foi considerado como perigoso para a Justiça Brasileira foi tomada por todos os membros do partido União Brasil.